# Cuesta Blanca (Argentina)
Cuesta Blanca es una localidad situada en el departamento de Punilla, en la provincia de Córdoba, Argentina.
Se encuentra a 50 km de la ciudad de Córdoba. Se accede a la comuna por el camino de las Altas Cumbres.

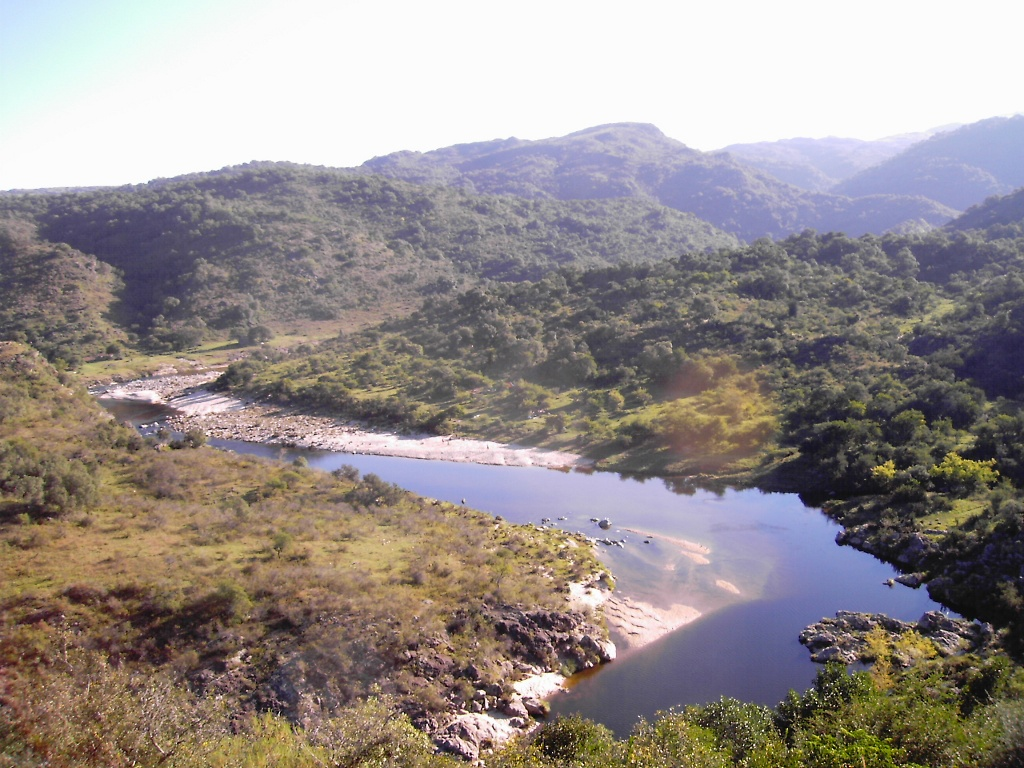
Vista del río San Antonio en una de las playas de Cuesta Blanca.

Cuesta Blanca se encuentra recortada por el río San Antonio, el que ofrece riberas de arenas limpias y cristalinas aguas, para el disfrute de reparadores baños, de la pesca de truchas o simplemente de sus playas, siendo uno de la más conocida "la Playa de los Hippies"
Una actividad muy popular entre los turistas que visitan la zona es la equitación.

## Toponimia
El nombre de Cuesta Blanca proviene, según la tradición oral, de dos versiones diferentes. Una es la existencia en la zona de innumerables minas de cuarzo a flor de tierra que al abrir de calles se dejaban ver en un blanco inmaculado. Otra comenta que crecía una paja fina y blanca en las laderas de los cerros y al ser mecida por el viento aparentaba ser un gran manto. 

## Historia
El lugar fue una antigua plaza de carretas, “Puesto de las Achiras”, en el camino que conducía a la ciudad de Tucumán. En la época colonial, siglo XIX y principios del XX, sus primeros pobladores fueron los indios Comechingones según las múltiples evidencias arqueológicas encontradas en la zona, tales como morteros, pinturas rupestres y el hallazgo de puntas de flechas y utensilios.
El comienzo de la urbanización data de 1944, siendo reconocida en 1972 como Comisión Vecinal por el gobierno provincial. Funciona como Comuna desde 1993.

## Geografía

### Población
Cuenta con 634 habitantes (Indec, 2022), lo que representa un incremento del 27% frente a los 510 habitantes (Indec, 2010) del censo anterior. Integra del aglomerado denominado Villa Carlos Paz - San Antonio de Arredondo - Villa Río Icho Cruz que cuenta con una población de 69,840 habitantes (Indec, 2010).
| Gráfica de evolución demográfica de Cuesta Blanca entre 1991 y 2022 |
|                                                                     |
| Fuente: Censos nacionales del INDEC                                 |

### Flora y fauna
En Cuesta Blanca todavía se tiene el privilegio de encontrar un bosque nativo serrano. Se encuentran muchísimos árboles, hierbas y enredaderas nativas con bellas formas y vistosas hojas, flores o frutos. Lo autóctono: molle, tala, tabaquillo, coco, pasionaria, espinillo y muchas más especies. La fauna nativa nos regala 180 variedades de aves silvestres. Otras especies son la iguana overa, la musaraña, anfibios como el sapo común, el sapito de colores, la rana y la rana de bigotes, más peces como la trucha arco iris, el dientudo y la mojarra. En los mamíferos, comadreja, liebre, zorro (gris y colorado) y el lobito de río, entre otros.

### Sismicidad
La sismicidad de la región de Córdoba es frecuente y de intensidad baja, y un silencio sísmico de terremotos medios a graves cada 30 años en áreas aleatorias. Sus últimas expresiones se produjeron:
- 22 de septiembre de 1908 (116 años), a las 17.00 UTC-3, con 6,5 Richter, escala de Mercalli VII; ubicación 30°30′0″S 64°30′0″O / -30.50000, -64.50000; profundidad: 100 km; produjo daños en Deán Funes, Cruz del Eje y Soto, provincia de Córdoba, y en el sur de las provincias de Santiago del Estero, La Rioja y Catamarca[2]

- 16 de enero de 1947 (78 años), a las 2.37 UTC-3, con una magnitud aproximadamente de 5,5 en la escala de Richter (terremoto de Córdoba de 1947)[1]

- 28 de marzo de 1955 (70 años), a las 6.20 UTC-3 con 6,9 Richter: además de la gravedad física del fenómeno se unió el desconocimiento absoluto de la población a estos eventos recurrentes (terremoto de Villa Giardino de 1955)

- 7 de septiembre de 2004 (20 años), a las 8.53 UTC-3 con 4,1 Richter

- 25 de diciembre de 2009 (15 años), a las 21.42 UTC-3 con 4,0 Richter

## Servicios Turísticos
El principal atractivo turístico es la playa de los Hippies, playa que se la conoce de esta manera por la alta concurrencia de jóvenes que acuden allí en búsqueda de un paisaje natural que no esté tan poblado de visitantes como otros parajes veraniegos.
Se observa también en toda su magnitud el Diquecito, una construcción de piedra en la que el río se encajona y baja con fuerza formando espuma y cascadas. A su vez, a lo lejos se distinguen el lago San Roque y Villa Carlos Paz.
La localidad cuenta con excelentes servicios de hotelería y alojamientos, como así también con un sector habilitado para hacer asados y un hermoso camping (Eco-Camping Cuesta Blanca)
A 45 km y transitando la ruta de las Altas Cumbres se encuentra el parque nacional Quebrada del Condorito, Cuesta Blanca es la localidad más cercana al área protegida.